# Atlixco
Atlixco ist eine Stadt im Bundesstaat Puebla, im Hochland von Mexiko. Atlixco ist Verwaltungssitz des gleichnamigen Municipio Atlixco
Die Stadt mit 86.690 Einwohnern (2010) liegt im Valle de Cristo und ist gekennzeichnet durch ein mildes subtropisches Klima. Der Agrarraum teilt sich in zwei große Bereiche: in die Bewässerungsgebiete und die Trockengebiete.
Entsprechend gibt es verschiedene agrarische Nutzung. Im Bewässerungsbereich entlang des Río Atoyac herrscht intensiver Futteranbau (Luzerne) mit Milchviehzucht vor. Daneben werden Blumen, Setzlinge und Gemüse angebaut. Eine Spezialität ist der Anbau von Avocados (aguacate), die auf den großen Ranchos oft mit Freizeitfunktionen (Schwimmbad, Wochenendhaus) gekoppelt sind.

## Geschichte
Im Jahre 1521 wollten die Einwohner der Stadt nicht länger Untertanen und Tributpflichtige der Azteken sein. Sie verbündeten sich mit den spanischen Konquistadoren und halfen Hernán Cortés gegen ihre ehemaligen Unterdrücker bei der Belagerung Tenochtitláns. 

## Söhne und Töchter der Stadt
- José Luis Rodríguez Alconedo (1761–1815), kreolisch-mexikanischer Goldschmied, Maler und Zeichner
- Daniel Gómez (1948–2022), Wasserballspieler